# 川勝均
川勝 均（かわかつ ひとし、1955年 - ）は、日本の地球科学者。東京大学地震研究所教授。研究分野は、地震学。

## 略歴
- 1979年、東京大学理学部地球物理学科卒
- 1985年にスタンフォード大学大学院修了、Ph.D.（スタンフォード大学、1985年）
- 1985年、スタンフォード大学地球物理学科研究員、カリフォルニア大学地震研究所研究員
- 1988年に工業技術院地質調査所研究員
- 1990年には工業技術院地質調査所主任研究員
- 1992年、東京大学地震研究所助手
- 1993年、東京大学地震研究所講師
- 1994年に東京大学地震研究所助教授
- 1999年より東京大学地震研究所教授

所属は東京大学地震研究所・海半球観測研究センター

## 主要論文・著書
- Kawakatsu, H., and M. Yamamoto, Volcano Seismology, in Schubert, G. (ed.) Treatise on Geophysics, Elsevier, 4, 389—420, 2007.
- Kawakatsu, H., and S. Watada, Seismic evidence for deep-water transportation in the mantle, Science, 316, 1468—1471, 2007.
- Kawakatsu, H, P. Kumar, Y. Takei, M. Shinohara, T. Kanazawa, E. Arai, K. Suyehiro, Seismic Evidence for Sharp Lithosphere-Asthenosphere Boundaries of Oceanic Plates,  Science, 324, 499—502, 2009.
- 川勝均（共著）『大地の躍動を見る - 新しい地震・火山像』 岩波ジュニア新書359、2000.10
- 川勝均（編集）『地球ダイナミクスとトモグラフィー』 朝倉書店、2002.6
- 田中聡、川勝均、大林政行「NECESSArray計画 - 中国大陸からみる地球内部ダイナミクス - 」 月間地球、28、9、592 - 596、2006.